# Брамбах, Йохан
Йохан Брамбах (нем. Johan Brambach; ? — 4 сентября 1616, Любек) — немецкий юрист, писатель

Ганзейская хроника Иоганна Петера Виллебранда. 1748 г.

, синдик ганзейского города Любек.
В 1583—1584 годах обучался в Эрфуртском университете и получил степень магистра. В начале 1591 года был назначен секретарём Совета ганзейского города Любек.
В 1603 году в составе ганзейского посольства в Москву в качестве секретаря посетил Московское государство.
13 января 1603 года посольство отправилось из Любека, а в июле того же года вернулось обратно, окончив благополучно переговоры с Борисом Годуновым о торговых сношениях. По возвращении на родину, Й. Брамбах составил описание своего путешествия, внеся в него все свои путевые впечатления, на нижненемецком языке. Позже оно было переведено на верхненемецкий и с дополнениями к нему из 26 документов и под заглавием «Relatio. Was in der Erbarn von Lübeck und underer Hansa Steter Sachen, die Beforderunge der Gewerb und Kaufhandel belangende, by dem Durchlauchtigsten Grossmechtigsten Keyser und Grossfürsten Herrn Baryss Foedorowitz» напечатано в Ганзейской хронике Иоганна Петера Виллебранда «Hansische Chronik aus beglaubten Nachrichten zusammengetragen von D. I. Peter Willebrandt» (в 3 частях), изданной в Любеке в 1748 году.
В 1607 году стал каноником. настоятелем Любекского собора. В 1610 году назначен синдиком ганзейского города Любек.
Похоронен в Любекском соборе.